# Cepurellus
Cepurellus är ett släkte av skalbaggar. Cepurellus ingår i familjen vivlar.
Kladogram enligt Catalogue of Life:
| Cepurellus | \| \| Cepurellus cervinus \| \| \| \| \| \| Cepurellus dajacus \| \| \| \| |
|            | \| \| Cepurellus cervinus \| \| \| \| \| \| Cepurellus dajacus \| \| \| \| |
|            | Cepurellus cervinus                                                        |
|            |                                                                            |
|            | Cepurellus dajacus                                                         |
|            |                                                                            |